# Ivan Cruz
Ivan Cruz Vasconcellos Filho (Rio de Janeiro, 25 de junho de 1947) é um pintor, escultor, artista plástico e advogado brasileiro. As brincadeiras de infância, entre outras temáticas infantis, formam a maioria das suas obras artísticas.

## Biografia
Passou sua infância nos bairros do subúrbio carioca de Vigário Geral e Penha Circular. Apesar de interessar-se pelas artes plásticas, cursou a faculdade de direito e formou-se advogado em 1970. Embora advogasse na área Criminalística, nunca deixou de lado a pintura.
Em 1978 muda-se para a cidade de Cabo Frio. Em 1986 abandona a advocacia e ingressa na Escola de Belas Artes da Universidade Federal do Rio de Janeiro (UFRJ), passando a dedicar mais tempo à produção artística.

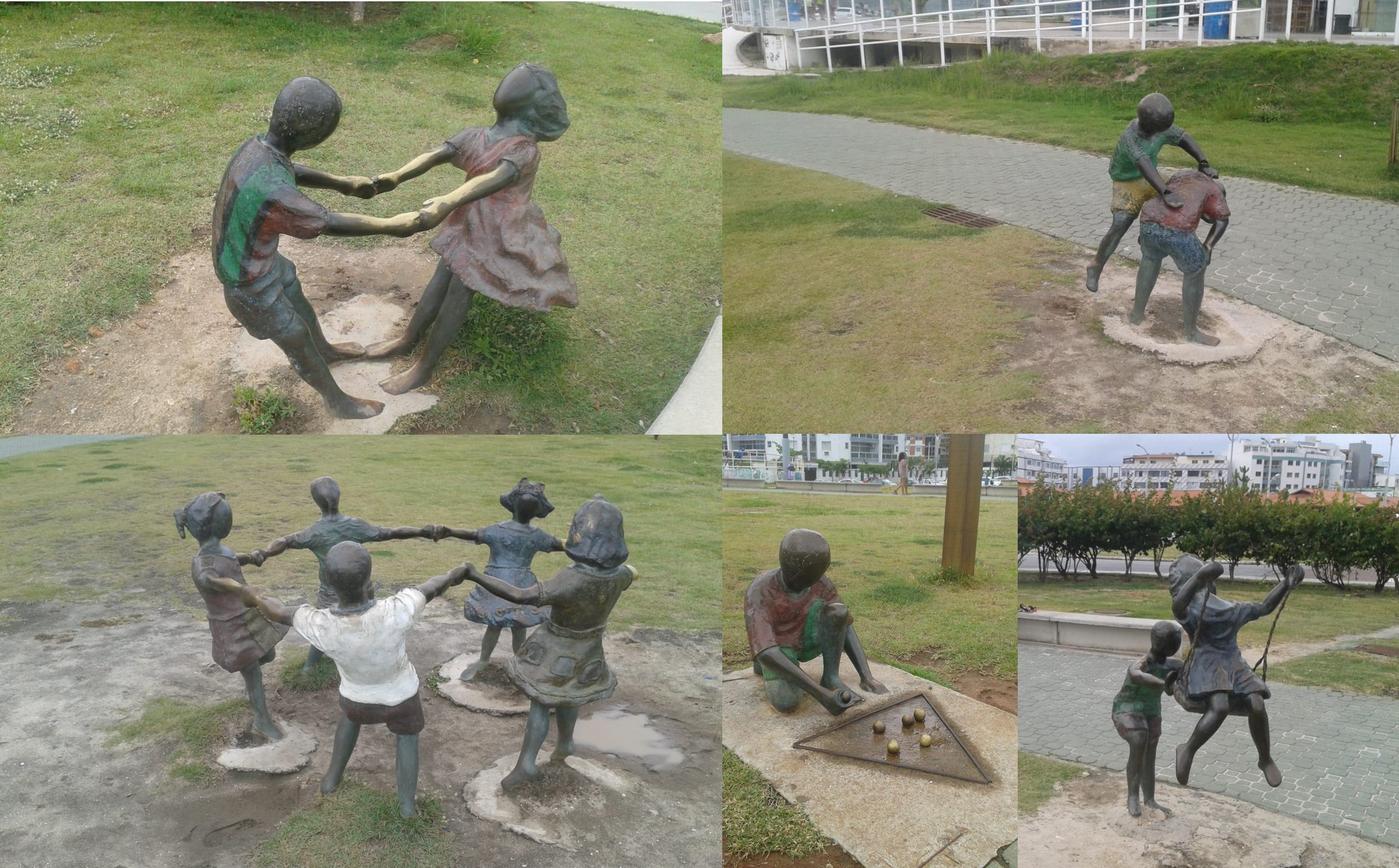
Esculturas do artista plástico Ivan Cruz, na Praia do Forte, em Cabo Frio. Imagens de 2018

### Vida artística
O artista pintou seus primeiros quadros em 1990. Utilizando a temática infantil, Ivan Cruz pintou cerca de 250 quadros, retratando mais de 100 brincadeiras distintas e chamou essa série de “Brincadeiras de Criança”. Retrata em suas telas: piões, crianças pulando corda, jogando bola-de-gude, pulando amarelinha, soltando pipa, pulando carniça e muito mais. Além disso, costuma reunir em suas exposições não só os quadros, mas os brinquedos retratados, oficinas de brincadeiras e confecção de brinquedos, contadores de histórias, além de uma ambientação com músicas da época, como cantigas de roda.
Em 1999, a empresa Telemar reproduziu oito telas de Cruz em seus cartões telefônicos. Suas pinturas já foram usadas em camisetas, imãs de geladeira e jogo da memória. Em junho de 2001 Ivan Cruz entra no mundo das Esculturas.
Num projeto em parceria com a prefeitura de Cabo Frio, é inaugurado dia 21 de julho de 2001 a sua mais importante obra até então, um conjunto de esculturas de bronze representando brincadeiras de crianças em tamanho natural (cerca de 1,20m) que ambientam a Praça Américo Vespúcio, na orla da Praia do Forte, principal atração turística da cidade. Usando cápsulas de munição como matéria-prima, elas foram derretidas e moldadas em esculturas onde cada uma delas representa uma brincadeira de criança, como bola de gude, pião, gangorra etc... Em 2013 suas obras foram restauradas e reinaugurada.
O artista possui obras em outros locais, na Praça Castelo Branco, em Arraial do Cabo, está instalada a escultura "Pulando Carniça". Suas "crianças brincando" podem ser apreciadas ainda na Erros Lyon Galeria de Arte, em Belo Horizonte; na Fundação Nacional de Artes-Funarte, no Museu Nacional de Belas Artes e no Museu da República, no Rio de Janeiro.
Em 2006 participou da exposição coletiva "Em Torno do Entorno", realizada no Museu de História e Artes do Estado do Rio de Janeiro (Museu do Ingá), em Niterói; Ivan Cruz participou nesta exposição ao lado de artistas como Lia do Rio, Tay Bunheirão, Fuad Hajjat, Rita Manhães, Adriana Tabalipa, Nina Alexandrisky, Luciano Vinhosa entre outros.
No ano de 2016 lançou o livro infantil Brincadeiras de Criança com suas pinturas; publicado em parceria com Edna Ande e Sueli Lemos e ilustrações de Lloyd & Bernardi lã. O livro resgata as atividades lúdicas em uma realidade em que elas já não mais são passadas de geração a geração, e as crianças não mais as conhecem. Em um baú as crianças descobrem o prazer de pular corda, jogar bola de gude, rodar pião, soltar pipa, brincar de bique-esconde, telefone de lata, amarelinha, entre outras brincadeiras que fizeram a alegria de gerações de crianças. O livro é uma homenagem ao artista Ivan Cruz, é dele as imagens que os personagens encontram no baú, assim como um livro com a descrição e as regras de cada jogo.
Até o ano de 2020 já tinha produzido mais de 600 obras entre pinturas e esculturas que remetem às brincadeiras de infância. Durante a quarentena social imposta em razão do covid-19, o artista passou a publicar vídeos e ensinar a criar brinquedos com materiais fáceis e que podem ser feitos por toda a família.